# 黑荞麦蛤
黑荞麦蛤（学名：Vignadula atrata），是贻贝目壳菜蛤科Vignadula的一种。主要分布于中国大陆、台湾，常栖息在潮间带、河口内湾多。